# Lopúchov
Lopúchov (1927–1948 slowakisch „Lopuchov“ – bis 1927 auch „Lopuchovo“; ungarisch Lapos) ist eine Gemeinde im Osten der Slowakei mit 311 Einwohnern (Stand 31. Dezember 2024). Sie gehört zum Okres Bardejov, einem Kreis des Prešovský kraj, und wird zur traditionellen Landschaft Šariš gezählt.

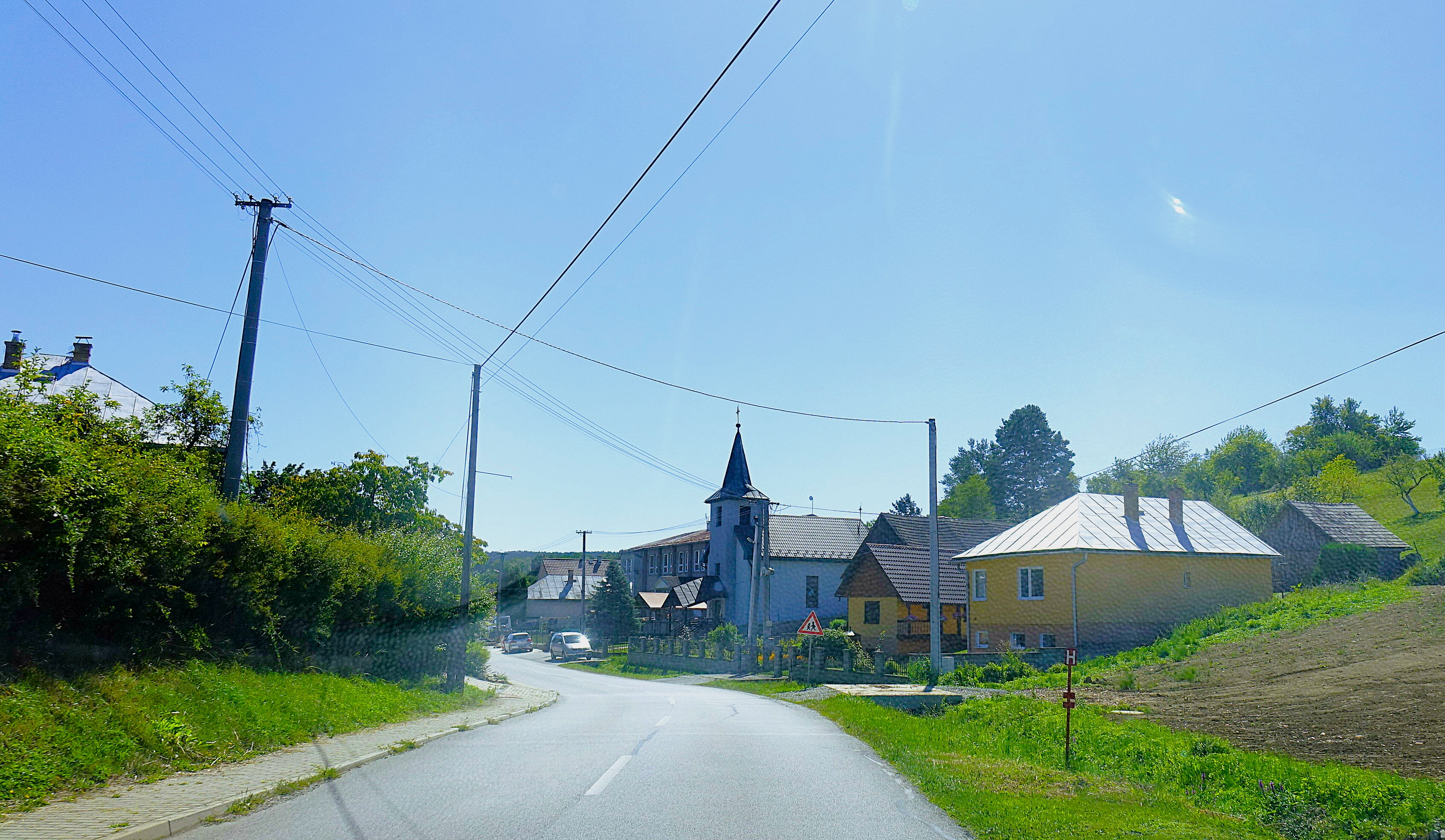
Lopúchov

## Geographie
Die Gemeinde befindet sich im südwestlichen Teil der Niederen Beskiden, noch genauer im Bergland Ondavská vrchovina, im Tal des Baches Stuliansky potok im Einzugsgebiet der Topľa. Das Ortszentrum liegt auf einer Höhe von 265 m n.m. und ist 14 Kilometer von Giraltovce sowie 23 Kilometer von Bardejov entfernt (Straßenentfernung).
Nachbargemeinden sind Buclovany im Norden, Stuľany im Osten, Dukovce im Südosten, Proč, Chmeľovec und Podhorany im Süden, Tulčík und Demjata im Südwesten und Raslavice im Westen.

## Geschichte
Lopúchov wurde zum ersten Mal 1345 als Lapuhus beziehungsweise Lapuchus schriftlich erwähnt, weitere historische Bezeichnungen sind unter anderen Lappohos (1427) und Lopuchow (1773). Das Dorf lag in der Herrschaft von Raslavice und wurde später Gut des Landadels aus Raslavice. 1427 wurden 31 Porta verzeichnet. Im 18. Jahrhundert besaß die Familie Pulszky Gutsanteile im Ort.
1787 hatte die Ortschaft 41 Häuser und 270 Einwohner, 1828 zählte man 54 Häuser und 411 Einwohner, die als Landwirte, Leineweber und Viehhalter beschäftigt waren.
Bis 1918 gehörte der im Komitat Sáros liegende Ort zum Königreich Ungarn und kam danach zur Tschechoslowakei beziehungsweise heute Slowakei. Auch in der Zeit der ersten tschechoslowakischen Republik war Lopúchov ein landwirtschaftlich geprägtes Dorf.  Nach dem Zweiten Weltkrieg pendelte ein Teil der Einwohner zur Arbeit in Industriebetriebe in Bardejov und Giraltovce, die Landwirte waren bis 1972 privat organisiert, dann wurde die örtliche Einheitliche landwirtschaftliche Genossenschaft (Abk. JRD) gegründet.

## Bevölkerung
| Jahr                | 1994 | 2004    | 2014    | 2024    |
| ------------------- | ---- | ------- | ------- | ------- |
| Anzahl der Personen | 320  | 321     | 328     | 311     |
| Unterschied         |      | +0,31 % | +2,18 % | −5,18 % |

| Jahr                | 2023 | 2024    |
| ------------------- | ---- | ------- |
| Anzahl der Personen | 307  | 311     |
| Unterschied         |      | +1,30 % |

Nach der Volkszählung 2011 wohnten in Lopúchov 219 Einwohner, davon 215 Slowaken. Vier Einwohner machten keine Angabe zur Ethnie.
199 Einwohner bekannten sich zur Evangelischen Kirche A. B. und 15 Einwohner zur römisch-katholischen Kirche. Bei fünf Einwohnern wurde die Konfession nicht ermittelt.

## Baudenkmäler
- evangelische Kirche im klassizistischen Stil aus dem frühen 19. Jahrhundert, gebaut auf dem Grundriss einer älteren Renaissance-Kirche[6]
- römisch-katholische Kirche Maria vom Rosenkranz im neoklassizistischen Stil aus den Jahren 1912–13[7]

## Verkehr
Durch Lopúchov verläuft die Cesta III. triedy 3490 („Straße 3. Ordnung“) zwischen Raslavice (Anschluss an die Cesta II. triedy 545 („Straße 2. Ordnung“)) und Stuľany. Der nächste Bahnanschluss ist der Bahnhof Raslavice an der Bahnstrecke Kapušany pri Prešove–Bardejov.